# کلستاز درون کبدی دوران بارداری
کلستاز درون کبدی دوران بارداری (به انگلیسی: Intrahepatic cholestasis of pregnancy)  یک وضعیت پزشکی است که در آن در طول دوره بارداری کلستاز رخ می دهد. به طور معمول با خارش شروع می شود و می تواند منجر به عوارضی برای مادر و جنین شود.
این حالت بیشتر در سه ماهه سوم اتفاق می افتد. 